# Taalsector
De taalsector is de branche van bedrijven, organisaties en taalprofessionals die zich bezighouden met de ontwikkeling, productie en verkoop van taalproducten, taalexpertise en taaldiensten. De taalsector is nog een vrij jonge sector in vergelijking met andere economische sectoren, zoals de auto-industrie. Taalberoepen bestaan wel al langer: vertalers en tolken bestaan al sinds het ontstaan van taal en schrift, taaltechnologen bestaan nog maar sinds de tweede helft van de 20ste eeuw.
In 2023 werd het Vlaams Talenplatform opgericht om taalonderwijs en de taalsector te promoten.

## Welke beroepen
De taalsector is een brede sector en omvat alle taalberoepen, taalbedrijven en taaldiensten op de markt.
Typische beroepen uit de taalsector zijn onder andere
| - Vertalers - Beëdigd vertaler - Literair vertaler - Lokalisator - Ondertitelaar - Sociaal vertaler - Audiobeschrijver - Tolken - Beeldentolk - Conferentietolk - Gebarentolk - Gerechtstolk - Sociaal tolk - Schrijftolk - Taptolk | - Taalopleiding - Taaldocent - Taaltrainer - Taalhulp - Intercultureel bemiddelaar - Taalcoach - Geletterdheidswerker - Logopedist - Schrijvers - Copywriter - Auteur - Redacteur - Revisor - Technisch schrijver | - Andere - Lexicograaf - Taaladviseur - Taalbeleidscoördinator - Terminoloog - Dialectoloog - Taaltechnoloog - Spraaktechnoloog |

Typische taalbedrijven uit de taalsector zijn onder andere
- Vertaalbureaus en vertaaldiensten

Typische taaldiensten uit de taalsector zijn
- Revisie
- Vertaling
- Taaladvies
- Taalopleiding
- Redactie
- Taalanalyse
- Copywriting
- Tolkbijstand
- Technische redactie
- Ondertiteling
- Audiodescriptie

## Economisch belang van de taalsector
De taalsector speelt een belangrijke rol in de samenleving. Bedrijven hebben vertalingen voor internationale contracten nodig, bij internationale conferenties moeten conferentietolken voor vlotte communicatie zorgen tussen verschillende deelnemers en interculturele bemiddeling speelt een belangrijke rol om migranten goed te kunnen laten integreren.  Er bestaan echter maar zeer weinig studies over de economische waarde van de taalsector en het materiaal is relatief gefragmenteerd.
Voor het Nederlandse taalgebied liet de Taalunie in 2018 een verkenning uitvoeren naar de taalsector in Nederland, België (Vlaanderen en Brussel) en Suriname en op Aruba en Curaçao. Het rapport van deze verkenning "Over de economische betekenis van taal" beschrijft een taalsector die sterk verankerd is in de volle breedte van de economie; de sector levert diensten aan alle economische sectoren en aan zowel consumenten als bedrijven en overheden. Daarnaast blijkt de Nederlandse taal in alle regio's van grote betekenis voor de sector. Uit het onderzoek blijkt verder dat er optimisme heerst in de taalsector; een grote meerderheid van professionals en ondernemingen in de taalsector verwacht dat omzet en resultaat de komende drie jaar zullen groeien of gelijk blijven.
Studies over de economische waarde van de taalsector bestaan onder andere voor de vertaal- en tolksegmenten. De vertaalbranche is dankzij het groeiende belang van meertaligheid en de globalisatie een van de weinige sectoren die niet zo sterk door de financiële crisis van 2008 getroffen was. In 2015 berekende het Amerikaanse studiebureau Common Sense Advisory dat de vertaal- en tolksector ongeveer 47,3 miljard Amerikaanse dollar (42,1 miljard euro) waard was. Er wordt verwacht dat die waarde in de komende jaren nog sterk zal toenemen. Belangrijke inkopers van vertaaldiensten zijn onder andere het leger en de overheid. De vertaalafdeling van de Europese Commissie heeft een budget van ongeveer 330 miljoen euro per jaar. In België kopen justitie en politie jaarlijks zo'n 20 miljoen euro diensten in van gerechtsvertalers en gerechtstolken. Het Amerikaanse leger deed bij de invasies in Irak en Afghanistan een beroep op duizenden plaatselijke tolken, waarvan velen intussen op de vlucht zijn door represailles van IS of de taliban.
Daarnaast zijn er cijfers over hoeveel de overheid onder andere in taalbevordering en geletterdheidscampagnes investeert. Zo investeerde de Nederlandse regering in 2015 50 miljoen euro in taal- en leesbevordering. In 2012 investeerde de Vlaamse regering 836.000 euro in verschillende projecten om anderstaligen meer oefenkansen Nederlands te bieden.
Ook goede terminologie en aangepast termenbeheer hebben economisch belang. Goede terminologie levert een onderneming een significante besparing op. Een Canadees onderzoek uit 2004 onderzocht de economische waarde van terminologie en berekende dat met goed termenbeheer in een onderneming 10 tot 33% efficiënter geschreven en 5 tot 9% efficiënter vertaald kan worden. Het eerste cijfer geldt ook voor eentalige teksten. In het algemeen kan een onderneming volgens de studie met termenbeheer 10% besparen en de winst evenredig verhogen. De studie vermeldt echter ook dat bedrijven het belang van terminologie vaak onderschatten en dat er tot nu toe nog maar weinig pogingen zijn ondernomen om de waarde van terminologie precies te bepalen.
Een van de snelst groeiende takken binnen de taalsector is het segment van de taaltechnologie. In 2012 werd de wereldmarkt van taaltechnologie op ongeveer 8 miljard euro geschat. Verwacht wordt dat de marktwaarde tegen 2017 verdrievoudigd zal zijn. In 2012 was taaltechnologie namelijk de snelstgroeiende markt binnen de ICT-sector met 25% groei. Binnen dit segment zijn vertaaltechnologie en spraaktechnologie twee belangrijke markten.
Binnen de vertaaltechnologie kwamen begin van de jaren 90 de eerste vertaalgeheugens op de markt, zoals de Translator's workbench van het Duitse vertaaltechnologiebedrijf Trados. De markt is dankzij de globalisering zeer sterk gegroeid. Ook de automatische vertaling is een taaltechnologische toepassing. Op Facebook werden er in 2015 met vertaaltechnologie elke dag meer dan 2 miljard automatische vertalingen gegenereerd.
Binnen de spraaktechnologie is er een gelijkaardige trend. De Amerikaanse markt voor spraakherkenning was in 2015 3,73 miljard dollar waard en zou volgens prognoses tegen 2022 bijna verdrievoudigen tot 9,97 miljard dollar.

## Evenementen binnen de taalsector
In verschillende segmenten van de taalsector zijn er belangrijke evenementen. Enkele belangrijke evenementen zijn
- voor technische communicatie wereldwijd: de jaarlijkse tekom-conferentie in Duitsland[14].
- voor een breder publiek in Nederland en Vlaanderen: het jaarlijkse DRONGO talenfestival[15].
- voor een breder publiek: Expolingua in Berlijn[16] en London Language Show in Londen[17].
- voor taaltechnologie in Europa: LT-Innovate Summit[18].